# Liste der Flüsse in Mali

Die Klimaverhältnisse im Niger-Einzugsgebiet (Mali linke Mitte)

Dies ist eine Liste der Flüsse in Mali. Hydrologisch ist der größte Teil des westafrikanischen Wüstenstaats vom Niger beeinflusst. Nahezu die Hälfte des Landes entwässert über ihn. Allerdings verliert er auf Grund des Wüstenklimas auf seinem Weg und im Massina sehr viel Wasser. Neben zwei kleinen Stücken, die in den Volta und den Léraba entwässern, ist vor allem der Senegal mit gut 10 % der Landesfläche zu erwähnen. Die verbleibenden etwa 40 % liegen in der Sahara und sind Teil des Einzugsgebiets des Urstroms Tamanrasset, der einst durch Nordafrika floss.

## Niger

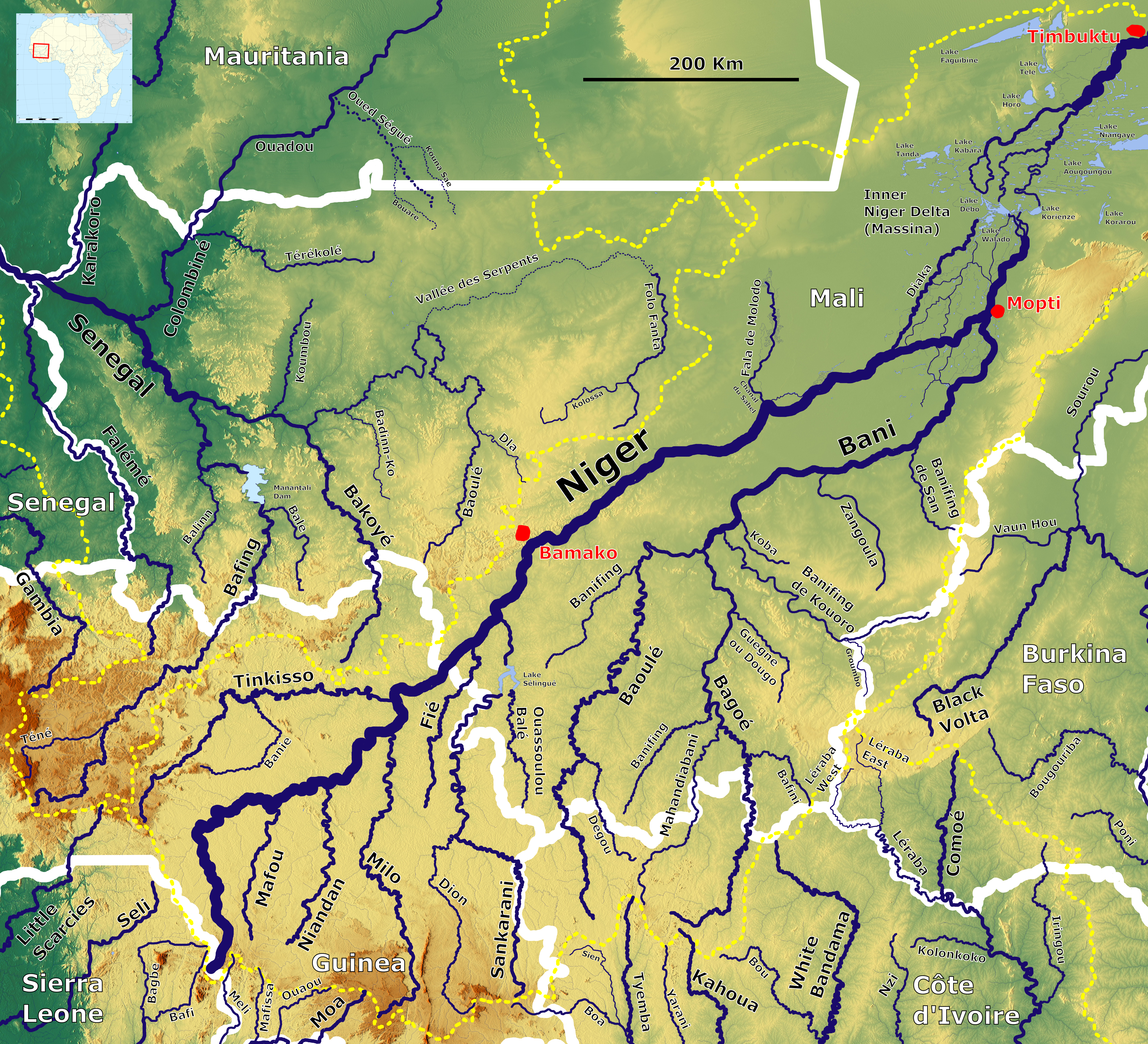
Westliches Mali und Niger-Einzugsgebiet

### Bani
- Bagoé
  - Bafini
  - Kankélaba
  - Mahandiabani
  - Banifing
  - Guegne ou Dougo
  - Nifing
  - Kouloubé
  - Koba
- Baoulé
  - Banifing
  - Banifing River (Bafing River)
  - Dégou
- Banifing de Kouoro
- Koba
- Zangoula
- Banifing de San
- Koni

### Weitere
- Fié
- Sankarani
  - Ouassoulou-Balé
- Faya
- Canal du Sahel
  - Fala de Molodo
- Diaka
- Yamé
- Marigot de Goundam
- Béli
- Dallol Bosso (Niger)
  - Vallée de l'Azaouak
    - Vallée de l'Ahzar

## Senegal

Das Einzugsgebiet des Senegal

- Bafing
- Bakoyé
  - Kokoro
  - Baoulé
    - Dla
    - Vallée des Serpents
      - Folo Fanta
        - Kolossa

    - Koumbou

  - Badinko
- Kolimbiné
  - Térékolé
    - Sanaba
- Karakoro
- Falémé
  - Balin-Ko

## Volta
- Sourou

## Léraba
- Westlicher Léraba

## Sonderstellung
- Tamanrasset

## Einzugsgebietsaufteilung des Landes
Im Folgenden sind die Einzugsgebiete Malis tabellarisch aufgeführt.
| Einzugsgebiet | Fläche Mali [km²] | Fläche Mali [%] |
| ------------- | ----------------- | --------------- |
| Niger         | 579.856           | 46,7            |
| Senegal       | 139.098           | 11,2            |
| Volta         | 9496              | 0,8             |
| Tamanrasset   | 511.742           | 41,3            |
| Gesamt        | 1.240.192         | 100             |